# Chang Yoon-chang
Chang Yoon-chang (Nonsan, Corea del Sur, 10 de septiembre de 1960-Seúl, 30 de mayo de 2025) fue un voleibolista surcoreano.

## Carrera

### Club
Jugó toda su carrera con el Korea Securities de 1978 a 1994, con el que fue campeón nacional en cinco ocasiones.

### Selección nacional
Ganó la medalla de oro en los Juegos Asiáticos de 1978 en Bangkok y ganó la medalla de bronce cuatro años después en Nueva Deli y la medalla de bronce en 1988. Participó en dos ediciones de los Juegos Olímpicos, en el primero de ellos en 1984 terminó en quinto lugar, mientras que cuatro años después terminó en undécimo lugar.
También ganó la medalla de oro en las Universiadas de 1979 en México y fue cuarto lugar en la Copa Mundial en 1978.